# Julie Rogers
Julie Rogers, geboren als Julie Rolls (Bermondsey, Londen, 6 april 1943), is een Engels zangeres. Ze is vooral bekend door haar hit The Wedding uit 1964, die in de Tijd voor Teenagers Top 10 een tweede plaats behaalde.

## Discografie

### Singles
| Single met eventuele hitnotering(en) in de Nederlandse Top 40 | Datum van verschijnen | Datum van binnenkomst | Hoogste positie | Aantal weken | Opmerkingen |
| ------------------------------------------------------------- | --------------------- | --------------------- | --------------- | ------------ | ----------- |
| Tijd voor Teenagers Top 10                                    |                       |                       |                 |              |             |
| The wedding                                                   | 1964                  | 12-12-1964            | 2               | 10           |             |
| Nederlandse Top 40                                            |                       |                       |                 |              |             |
| The wedding                                                   | 1964                  | 02-01-1965            | 9               | 12           |             |

### NPO Radio 2 Top 2000
| Nummer met noteringen in de NPO Radio 2 Top 2000 | '99  | '00-'04 | '05 |
| ------------------------------------------------ | ---- | ------- | --- |
| The Wedding                                      | 1984 | -       | 583 |

1. ↑  Een '-' betekent dat het nummer niet was genoteerd en een vetgedrukt getal geeft de hoogste notering aan.
2. ↑  Deze tabel is bijgewerkt tot en met de laatste editie (2024).